# Jan Buxaderas i Escolà
Jan Buxaderas i Escolà   (Aguilar de Segarra, 27 d'octubre de 2000) és un actor català.
Va començar a fer teatre als vuit anys, a les obres que organitzava l'escola de Fonollosa, sent el seu primer a l'adaptació del musical Hairspray. Va estudiar teatre a l'Escola Manresa Teatre Musical (MTM) dels 10 als 16 anys, i després va ampliar els seus estudis al Recorregut de Formació Professional a l'Escola Aules Arts Escèniques, a Barcelona.
Va debutar professionalment el 2013 en el paper de Kurt a Sonrisas y lágrimas, Teatre Tívoli de Barcelona. Després ha participat també a Grease (2017), producció de l'escola MTM, com Hansel i Gretel (2018), al Sant Andreu Teatre, i Un cau de mil secrets (2018), a La Pedrera, inspirat en l'obra d’Antoni Gaudí. El 2021 va formar part de la gira de La Cabra o qui és Sylvia, i també va participar al musical Grease al Teatre Alcalá de Madrid, interpretant el paper de Kenickie, rellevant en algunes ocasions al protagonista en el paper de Danny. Poc abans d'acabar les sessions d'aquest musical, el 2022 va ser elegit a un nou musical de Mamma Mia!, a Teatre Rialto, també a la capital espanyola, interpretant el paper de Sky. A l'any 2023, va protagonitzar a Madrid l'adaptació del musical "The Book of Mormon" a Espanya amb el paper protagònic d´Elder Price.
En l'àmbit de la televisió, va debutar el desembre de 2018 a la sèrie Com si fos ahir, de Televisió de Catalunya, fent una aparició puntual. El 2022 també va participar en la sèrie espanyola Servir y proteger a Televisió Espanyola. El 2023 va esdevenir un dels protagonistes de la sèrie juvenil Jo mai, mai… de TV3, estrenada el 2024.
D'altra banda, ha tingut participació a la coral masculina Jarks, formada per nois amb formació teatral, que va participar en el concurs musical Oh Happy Day l'any 2015, on van ser finalistes.